# 藪原検校
『藪原検校』（やぶはらけんぎょう）は、井上ひさしの戯曲。
1973年（昭和48年）に「西武劇場オープニング記念・井上ひさし作品シリーズ」の第1弾として「五月舎」（本田延三郎が主宰）の制作により初演（木村光一演出）され、それ以降も「地人会」の制作で繰り返し上演される人気演目となる。
1990年にエディンバラ国際芸術祭にて最優秀演劇賞を受賞、香港、ニューヨーク、ロンドン、パリなど世界各都市で上演されている。2007年にはホリプロ / Bunkamuraの制作で蜷川幸雄演出による公演が、2012年にはこまつ座 / 世田谷パブリックシアターの制作で栗山民也演出による公演が、2021年にはパルコの制作で杉原邦生演出による公演がそれぞれ行われている。

## 概要
藪原検校というキャラクターは井上ひさしの創作ではなく、もとは2世古今亭志ん生の人情噺であり、それを初世秦々斎桃葉が講談化し、『藪原検校』（1893年『やまと新聞』付録）として出版したものである。これに基づき、1900年（明治33年）には3世河竹新七によって歌舞伎化された『成田道初音藪原』（五代目尾上菊五郎主演）が初演されている。モデルになった人物がいた可能性もあるが、詳細は不明である。井上ひさしによれば、参考にしたのは『定本講談名作全集 別巻』（講談社、1971年）に収められた佐野孝執筆「名講談解題」の一項目「藪原検校」のあらすじだという。
原型となったのは、1971年（昭和46年）6月発行の雑誌『中央公論 臨時増刊 歴史と人物』に井上が寄稿した小説「藪原検校」である。なお、初刊単行本（新潮社、1974年）の「二通の手紙――あとがきにかえて」に「初代藪原検校は実在の人物だが、その二代目に関する資料はなく、すべて井上の創作による偽評伝だった。研究者から「2代目がいるとは知らなかった」と自らの不明を恥じ、教えを請う手紙が来てあわてた」という趣旨のことが書かれている。しかし、実際には初代藪原検校もまた架空の人物である。また、井上の戯曲は全くのオリジナルではなく、内容的にも先行する藪原検校物の影響を受けていることが指摘されている。
それまでの井上作品はすべて熊倉一雄演出で上演されていたが、『藪原検校』は熊倉以外の演出家によって演出された初めての作品である。
作品は、語り手役である盲太夫の語りとギター奏者の伴奏によって展開する。主要人物以外の役柄は、座頭に扮した役者たちがその都度入れ替わり立ち代り演じる劇中劇の形をとっている。
初演では井上の実兄である井上滋が音楽および劇中のギター演奏を務めた。工務店を営んでいた井上滋は、当時趣味でギターを津軽じょんがら三味線風に弾く手法を編み出しており、その音色が井上ひさしに劇化へのインスピレーションを与えている。

## あらすじ
ひとりの按摩が語る稀代の悪党藪原検校の一代記。
江戸時代中期、塩釜の地。悪党七兵衛は、醜女だが気立てのよいお志保を嫁にもらい一度は改心するが、お産の費用欲しさに行きずりの座頭を殺して金を奪う。産まれてきた赤ん坊は、醜男で悪党という両親の悪いところばかりを譲り受けたうえ、盲であった。幼くして琴の市という座頭に預けられたその子は、杉の市と名づけられる。
ある日、琴の市と杉の市が浄瑠璃を語っていると佐久間検校が現れて、当道座の掟に叛いたと難癖をつけ、稼いだ金を徴収しようとする。両者が言い争ううちに、杉の市は検校の結解を刺してしまう。身を隠す前に、別れを告げに実家に寄るが誤って母を刺し殺してしまう。かねてより師匠の女房お市と通じていた杉の市は、金銭目当てに、琴の市をお市に殺させるが、お市は返り討ちに遭ってしまう。一人になった杉の市は江戸へ向かう。
目明きと対等になるには金の力で検校になるしかないと考えた杉の市は、酉の市と名を変えて藪原検校に弟子入りし、貸し金の取立てで頭角を現し、遂には二度目の主殺しを犯して二代目藪原検校の座につくことになる。襲名披露の日、実は生きていたお市が現れ、自分と一緒にならねば、今までの悪行をばらすと迫る。口封じにお市を殺害したところを人に見つかり捕らえられる。同じ盲目の塙保己市が松平定信に呼ばれ、「…浪費、怠惰、出鱈目さ、悪辣さ、みにくさ、汚らわしさなどをすべて一身に合わせ持った人間を罰すればよいのです」と進言し、杉の市は緩んでしまった世の中を象徴する悪党として、人々への見せしめのために無残な方法で処刑される。行年二十八。

## 初演データ
1973年 7月3日 - 15日 西武劇場、23・24日 砂防会館ホール
1974年、太地喜和子が「越後つついし親不知」「藪原検校」の演技により第9回紀伊國屋演劇賞を受賞した。

### スタッフ
- 作：井上ひさし
- 演出：木村光一
- 美術：朝倉摂
- 照明：古川幸夫
- 振付：関矢幸雄
- 効果：深川定次
- 音楽・ギター演奏：井上滋
- 舞台監督：三上博、三田村晴夫
- 制作：本田延三郎

### キャスト
- 金内喜久夫 - 語り手役の盲太夫
- 高橋長英 - 杉の市 後の二代目藪原検校
- 太地喜和子 - 師匠の女房・お市
- 財津一郎 - 塙保己一 ほか
- 立原博
- 黒木進（小野武彦）
- 蔵一彦
- 檜よしえ
- 田代美恵子
- 阿部寿美子

## 蜷川幸雄演出版データ
2007年5月8日 - 31日 Bunkamuraシアターコクーン  6月5日 - 10日 イオン化粧品シアターBRAVA!

### スタッフ
- 作：井上ひさし
- 演出：蜷川幸雄
- 音楽：宇崎竜童
- 美術：中越司
- 照明：原田保
- 衣裳：前田文子
- 音響：井上正弘
- ファイトコリオグラファー：國井正廣
- 振付：花柳錦之輔
- 舞台監督：濱野貴彦
- プロデューサー：栗田哲、加藤真規
- 企画・製作：ホリプロ、Bunkamura

### キャスト
- 古田新太 - 杉の市 後の二代目藪原検校
- 田中裕子 - 師匠の女房・お市
- 壤晴彦 - 語り手役の盲太夫
- 段田安則 - 魚売りの七兵衛、男（お志保の情夫）、とっかえべい屋、塙保己市、江戸座頭・安房の市、首斬役人 ほか
- 梅沢昌代 - 魚売り七兵衛の女房お志保、日本橋の橋番 ほか
- 六平直政 - 仙台座頭・熊の市、佐久間検校、水戸東照宮の宮侍、日本橋下の魚売り、凶状持ちの倉吉ほか
- 山本龍二 - 塩釜座頭・琴の市、馬具屋、刀研ぎ師・善兵衛、江戸座頭・伊豆の市、初代藪原検校 ほか
- 松田洋治 - 佐久間検校の結解、魚市場の仲買人、若い座頭、江戸座頭・甲斐の市、定廻同心・浅野某、将軍補佐役・松平定信 ほか
- 神保共子 - 相対死の片われ女、強請られる寡婦 ほか
- 景山仁美 - 魚河岸の売り子、強請られる寡婦の娘 ほか

- 赤崎郁洋 - ギター奏者[7]

## 栗山民也演出版データ
初演：2012年6月12日 - 7月1日 世田谷パブリックシアター 井上ひさし生誕77フェスティバル2012 第4弾
再演：2015年2月23日 - 3月20日 世田谷パブリックシアター

### スタッフ
- 作：井上ひさし
- 演出：栗山民也
- 音楽：井上滋
- 美術：松井るみ
- 照明：勝柴次朗
- 衣裳：前田文子
- 音響：尾崎弘征
- 振付：田井中智子
- 殺陣：渥美博
- 音楽監督：後藤浩明
- 演出助手：豊田めぐみ
- 宣伝美術：安野光雅
- 舞台監督：三上司、田中伸幸（初演のみ）
- 製作：こまつ座・世田谷パブリックシアター

### キャスト（2012年）
- 野村萬斎 - 杉の市 後の二代目藪原検校
- 秋山菜津子 - お市、相対死の片われ女
- 浅野和之 - 語り手役の盲太夫
- 小日向文世 - 魚売りの七兵衛、男（お志保の情夫）、塙保己市、江戸座頭・安房の市、首斬役人 ほか
- 熊谷真実 - 魚売りの七兵衛の女房・お志保、日本橋の橋番 ほか
- 山内圭哉 - 仙台座頭・熊の市、佐久間検校、凶状持ちの倉吉、日本橋下の魚売り ほか
- たかお鷹 - 塩釜座頭・琴の市、江戸座頭・伊豆の市、とっかえべい屋、初代藪原検校 ほか
- 大鷹明良 - 佐久間検校の結解、水戸東照宮の宮侍、魚市場の仲買人、刀研ぎ師・善兵衛、若い座頭、江戸座頭・甲斐の市、定廻同心・浅野某、将軍補佐役・松平定信 ほか
- 津田真澄 - 強請られる寡婦、馬具屋 ほか
- 山崎薫 - 強請られる寡婦の娘、日本橋下の魚売り ほか
- 千葉伸彦 - ギター奏者[8]

### キャスト（2015年）
- 野村萬斎 - 杉の市 後の二代目藪原検校
- 中越典子 - お市、相対死の片われ女
- 山西惇 - 語り手役の盲太夫
- 大鷹明良 - 佐久間検校の結解、水戸東照宮の宮侍、魚市場の仲買人、若い座頭、江戸座頭・甲斐の市、定廻同心・浅野某、将軍補佐役・松平定信 ほか
- 酒向芳 - 仙台座頭・熊の市、佐久間検校、凶状持ちの倉吉、日本橋下の魚売り ほか
- 春海四方 - 塩釜座頭・琴の市、江戸座頭・伊豆の市、とっかえべい屋、刀研ぎ師・善兵衛、初代藪原検校 ほか
- 明星真由美 - 魚売りの七兵衛の女房・お志保、日本橋の橋番 ほか
- 家塚敦子 - 強請られる寡婦、馬具屋 ほか
- 山崎薫 - 強請られる寡婦の娘、日本橋下の魚売り ほか
- 辻萬長 - 魚売りの七兵衛、男（お志保の情夫）、塙保己市、江戸座頭・安房の市、首斬役人 ほか
- 千葉伸彦 - ギター奏者[9]

## 杉原邦生演出版データ
2021年2月10日 - 3月7日 PARCO劇場  3月9日 - 10日 日本特殊陶業市民会館 ビレッジホール 3月13日 - 14日 こまつ芸術劇場・うらら 3月18日 - 21日 京都芸術劇場 春秋座
PARCO劇場オープニング・シリーズ

### スタッフ
- 作：井上ひさし
- 演出：杉原邦生（KUNIO）
- 音楽・演奏：益田トッシュ
- 美術：田中敏恵
- 照明：原田保
- 音響：星野大輔
- 衣裳：西原梨恵
- ヘアメイク：河村陽子
- 振付・ステージング：尾上菊之丞
- ドラマトゥルク：稲垣貴俊
- 演出助手：城野健
- 舞台監督：松下清永
- ラインプロデューサー：冨士田卓
- プロデューサー：尾形真由美
- 企画・製作：株式会社パルコ

### キャスト
- 市川猿之助 - 杉の市 後の二代目藪原検校、首斬役人
- 三宅健 - 魚売りの七兵衛、佐久間検校の結解、とっかえべえ屋、塙保己市、江戸座頭・安房の市、定廻同心・浅野某 ほか
- 松雪泰子 - お市 ほか
- 高橋洋 - 佐久間検校、水戸東照宮の宮侍、日本橋下の魚売り、若い座頭、江戸座頭・伊豆の市、初代藪原検校 ほか
- 佐藤誓 - 塩釜座頭・琴の市、馬具屋、刀研ぎ師・善兵衛、凶状持ちの倉吉 ほか
- 宮地雅子 - 七兵衛の女房・お志保、日本橋の橋番 ほか
- 松永玲子 - 相対死の片われ女、強請られる寡婦 ほか
- 立花香織 - 魚河岸の売り子、強請られる寡婦の娘 ほか
- みのすけ - 仙台座頭・熊の市、お志保の情夫、魚市場の仲買人、学者の卵といった風体の若者、江戸座頭・甲斐の市、将軍補佐役・松平定信 ほか
- 川平慈英 - 盲太夫[10]